# Zoolander 2
Zoolander 2 is een Amerikaanse filmkomedie uit 2016 en werd geregisseerd door Ben Stiller. Het verhaal is afkomstig van John Hamburg, Justin Theroux, Ben Stiller and Nicholas Stoller. Hoofdrollen worden gespeeld door Ben Stiller, Owen Wilson, Will Ferrell, Penélope Cruz en Kristen Wiig. De film is het vervolg van Zoolander uit 2001.  
De film kwam uit op 12 februari 2016 en werd geproduceerd door Paramount Pictures. De film kreeg zeer negatieve kritieken en kreeg 8 nominaties voor een Golden Raspberry Award 2016.

## Verhaal
Het gaat niet goed met Derek Zoolander. Zijn "Derek Zoolander Center For Kids Who Can't Read Good" (Het Derek Zoolander-centrum voor kinderen die niet goed kunnen lezen) is intussen opgedoekt. Zijn vrouw Matilda Jeffries werd vermoord en Hansel McDonald geraakte zwaargewond. Derek leeft nu alleen in New Jersey en gezien zijn huidige levensstijl verloor hij zelfs het hoederecht over zijn zoon Derek Zoolander Junior.
Derek krijgt op zekere dag bezoek van Billy Zane die hem uitnodigt op de modeshow van "House of Atoz" georganiseerd door Alexanya Atoz. Hij overhaalt Derek ook om zijn vroegere levensstijl terug aan te nemen omdat hij dan mogelijk terug het hoederecht over zijn zoon krijgt. Hansel is hersteld en keert terug naar zijn huis in Malibu waar al zijn vriendinnen zwanger van hem blijken te zijn. Ook hij krijgt eenzelfde uitnodiging van Billy. Op de modeshow wordt duidelijk dat Don Atari en zijn genderqueer-look de markt leiden. 
Derek en Hansel worden door Valentina Valencia, een agente bij Interpol, gevraagd haar te helpen met enkele moorden. Er zijn de laatste tijd heel wat popzangers vermoord en allen van hen lijken op recente foto's de typische "Zoolander"-look te hebben. 
Met de hulp van Valentina achterhaalt Derek dat zijn zoon in een lokaal weeshuis verblijft en zoekt hem op. Hij is verbijsterd dat Junior zwaar obees is en wil niets met hem te maken hebben. De geest van Matilda verschijnt en wil dat Derek zijn zoon beschermt en aanvaardt. Uiteindelijk neemt Derek zijn zoon mee naar Rome, maar na een incident keert Junior terug naar het weeshuis. Hansel ontvangt een anonieme telefoon met de vraag om om middernacht naar de Sint-Pietersbasiliek te komen. Hij gaat tezamen met Derek en Valentina waar ze Sting ontmoeten. Sting vertelt het verhaal van Adam en Eva en over de onbekende Steve. Steve zou de gezamenlijke voorouder zijn van alle modellen en iedereen die van hem afstamt, waaronder ook Derek, zou in zijn bloed de Fontein van de Eeuwige Jeugd hebben.
Derek keert terug naar het weeshuis, maar omwille van verbouwingen is zijn zoon daar niet meer. Daarop brengt hij een bezoek aan Mugato in de gevangenis. Mugato kan Derek in een val doen lopen waardoor Mugato met Derek's helikopter kan ontsnappen. Hierdoor zijn Derek en Valentina genoodzaakt om al zwemmend terug naar Rome te keren terwijl Hansel infiltreert in "House of Atoz". Daar blijkt dat Mugatu en Alexanya een moord hebben gepleegd op Don Atari. Ook hebben zij Derek Junior ontvoerd. Hansel kan hem bevrijden. Met z'n allen gaan ze naar IncrediBALL. Daar wordt Junior nogmaals ontvoerd door Mugatu en zijn trawanten.
Mugatu wil het hart uit Junior's lichaam snijden en zijn bloed vervolgens drinken om de eeuwige jeugd te krijgen. Derek, Hansel en Valentina kunnen hem tijdig stoppen met het feit dat ook Mugatu deel uitmaakt van de wereldtop in de mode. Verder blijkt ook dat Mugatu achter de moorden zit op de popzangers omdat hij dacht dat deze afstammelingen waren van Steve. Alexanya, die in werkelijkheid Katinka Ingabogovinanana is, valt Valentina aan. Mugatu biecht op dat het door zijn toedoen was dat het "Derek Zoolander Centrum" werd gesloten. Daarop neemt hij een explosief. Sting duikt plots op en beweert de vader te zijn van Hansel en dat ze een nieuwe look "El Niño" hebben. Het explosief ontploft in de handen van Mugatu waardoor hij sterft. Derek Junior vergeeft zijn vader. Derek en Valentina erkennen hun liefde voor elkaar. 
Zes maanden later werken Derek en Hansel terug als model. Derek en Valentina hebben ondertussen een dochter Darlene. Derek Junior is een opkomend model en heeft een relatie met Malala Yousafzai. Hansel keert terug naar zijn vriendinnen waar hij vader wordt van 10 kinderen.

## Rolverdeling

### Hoofdrollen
| Acteur               | Personage                |
| -------------------- | ------------------------ |
| Ben Stiller          | Derek Zoolander          |
| Owen Wilson          | Hansel McDonald          |
| Will Ferrell         | Jacobim Mugatu           |
| Penélope Cruz        | Valentina Valencia       |
| Kristen Wiig         | Alexanya Atoz            |
| Fred Armisen         | VIP                      |
| Kyle Mooney          | Don Atari                |
| Milla Jovovich       | Katinka Ingabogovinanana |
| Christine Taylor     | Matilda Jeffries         |
| Justin Theroux       | Evil DJ                  |
| Nathan Lee Graham    | Todd                     |
| Cyrus Arnold         | Derek Zoolander Jr.      |
| Billy Zane           | zichzelf                 |
| Jon Daly             | Agent Filippo            |
| Sting                | zichzelf                 |
| Benedict Cumberbatch | All                      |

### Bijrollen
In de film hebben Katy Perry, Neil deGrasse Tyson, Tommy Hilfiger, Naomi Campbell, Justin Bieber, Ariana Grande, Kiefer Sutherland, Mika, Skrillex, Susan Boyle, ASAP Rocky, MC Hammer, Anna Wintour, Marc Jacobs, Kate Moss, Alexander Wang, Valentino Garavani, Katie Couric, Christiane Amanpour, Jane Pauley, Natalie Morales, Soledad O'Brien, Don Lemon, Matt Lauer, Willie Nelson, Ólafur Darri Ólafsson en Susan Sarandon een cameo-rol.